# 베네딕트 (슬로베니아)

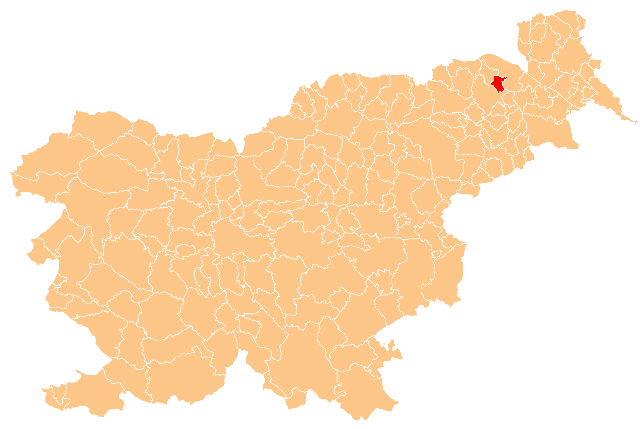
베네딕트의 위치

베네딕트(슬로베니아어: Benedikt)는 슬로베니아의 도시로 면적은 24.1km2, 높이는 693m, 인구는 2,084명(2002년 기준), 인구 밀도는 86.5명/km2이다.